# Priniás
Priniás (en griego Πρινιάς) es una ciudad perteneciente a la prefectura de Heraclión, que está situada en la zona central de la isla de Creta. La ciudad es un suburbio de la cercana Agia Varvara, de la que depende desde el punto de vista administrativo. La pequeña localidad, que presenta un aspecto similar al que tenía a principios del siglo XX, está repartida alrededor de la iglesia dedicada a Agios Georgios (San Jorge) y se extiende por un área de 500 metros de largo y poco más de 200 metros de ancho. Las casas son muy diferentes unas de otras y pertenecen a distintas épocas, predominando las construcciones modernas. Además de la iglesia principal existe otra iglesia abierta en 1961 por el padre Isychios, siendo otro lugar de culto ortodoxo a las afueras de la ciudad que se extiende en dirección norte-sur.
La economía no está muy desarrollada. Se basa en la producción agrícola, en la obtención de energía eléctrica gracias a la energía eólica producida en la central cercana a la iglesia de las afueras de la ciudad de Agia Irini (Santa Irene), situada a más de 850 metros de altitud y en la destilación de raki, un licor anisado. Posee varios yacimientos arqueológicos en los alrededores: la antigua ciudadela de Rizenia en Patela (Πατέλλα en griego, es decir, la ‘meseta), la necrópolis y Mandra de Gipari, donde se encontraba la zona de los alfareros.
En Patela también está el templo griego-ortodoxo de Agios Panteleimon (San Pantaleón), destino de numerosas romerías.

## Patela

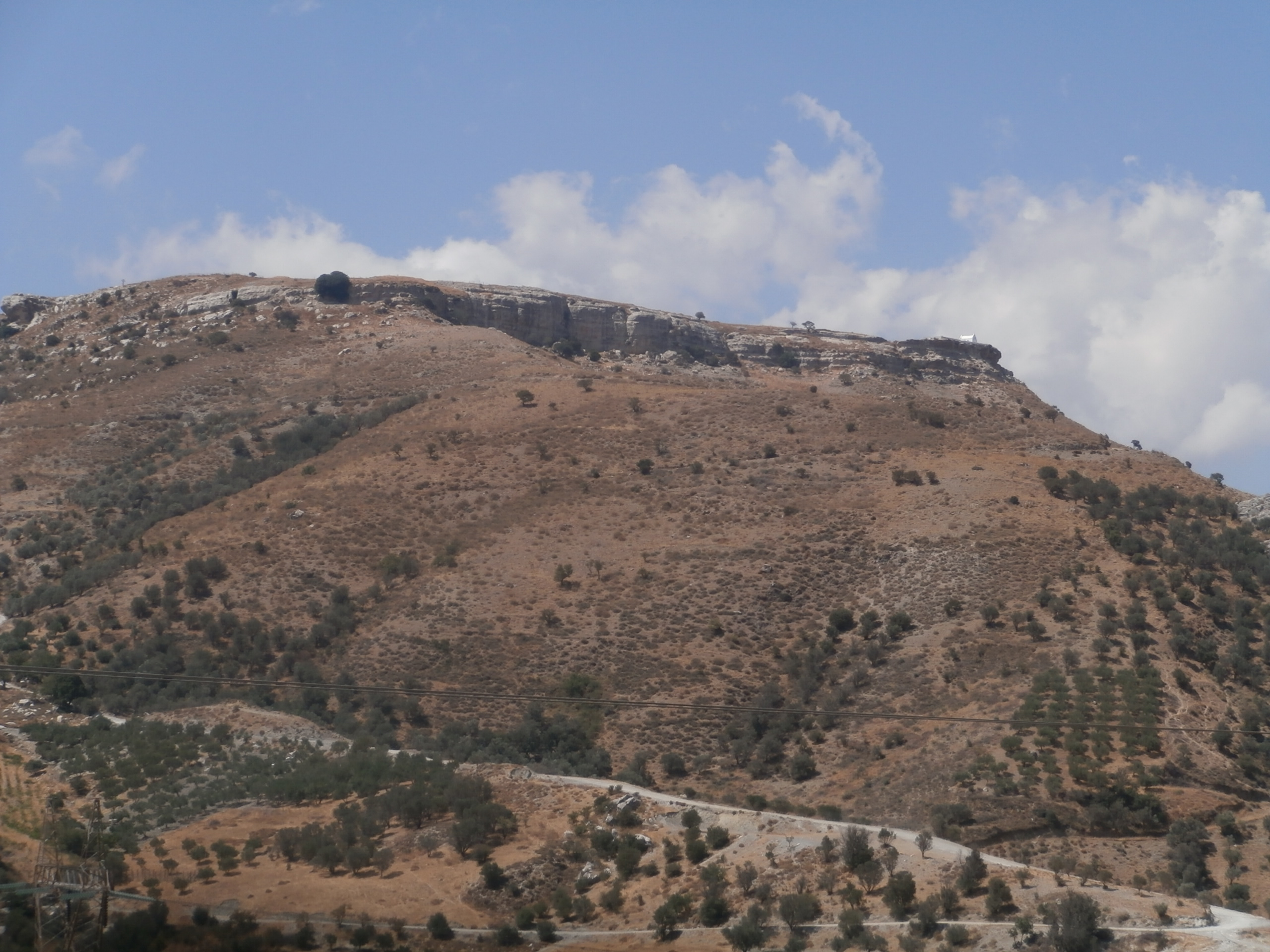
Patela

### Rizenia
El lugar más importante se llama Patela y está situado a unos dos kilómetros de distancia en una meseta que se cree que fue la antigua Rizenia (Ῥιζηνία en griego antiguo). El lugar fue identificado por Federico Halbherr en 1894 en las laderas orientales del monte Ida, y publicado por Luigi Pernier tras realizar los descubrimientos más importantes entre 1906 y 1908. Las tres campañas de excavaciones terminaron con el descubrimiento de dos templos protoarcaicos (llamados A y B) y una fortaleza de finales de la época clásica - helenística.
Desde 1969 ha llevado a cabo excavaciones arqueológicas un equipo de la Universidad de Catania dirigido hasta 2005 por Giovanni Rizza y posteriormente por Darío Palermo. El Istituto per i beni archeologici e monumentali ("Instituto por los bienes arqueológicos y monumentales", conocido por las siglas IBAM), también participa en la investigación científica del lugar desde 1984.
La importancia del lugar es universalmente conocida porque la ciudad ha presentado una continuidad de asentamiento a lo largo de la Edad oscura y posee huellas hasta el periodo helenístico, época en la que se construyó una fortificación en la parte oriental de la colina.
La exploración de la ciudad se ha desarrollado principalmente en el sudeste de Patela, en el este de los templos A y B descubiertos por Pernier y en la terraza del extremo sur de la meseta, que se caracteriza por edificios irregulares que se extienden en dirección este-oeste y sinuosas calles que parecen seguir los caprichos del terreno.
En su última instalación, que data de los siglos VII y VIII a. C., la ciudad se caracteriza por la presencia de calles regulares que delimitan manzanas de gran tamaño. También se descubrió un tercer edificio del templo (Templo C), que se sitúa cronológicamente en el periodo de transición entre los templos A y B. Además han aparecido restos de un santuario protoarcaico. Los restos más recientes pertenecen a la fase de abandono, inmediatamente anterior a la destrucción de los edificios y se fecha alrededor de mediados del siglo VI a. C., mientras que los materiales y los restos más antiguos pertenecen al siglo XIII a. C. En 2007 se descubrieron nuevos datos acerca de los cultos practicados en él cuando salieron a la luz tres pilares que se podrían identificar con una tríada divina (se trataría de una divinidad anicónica —es decir, sin imagen— representada por los pilares).

### Templo A

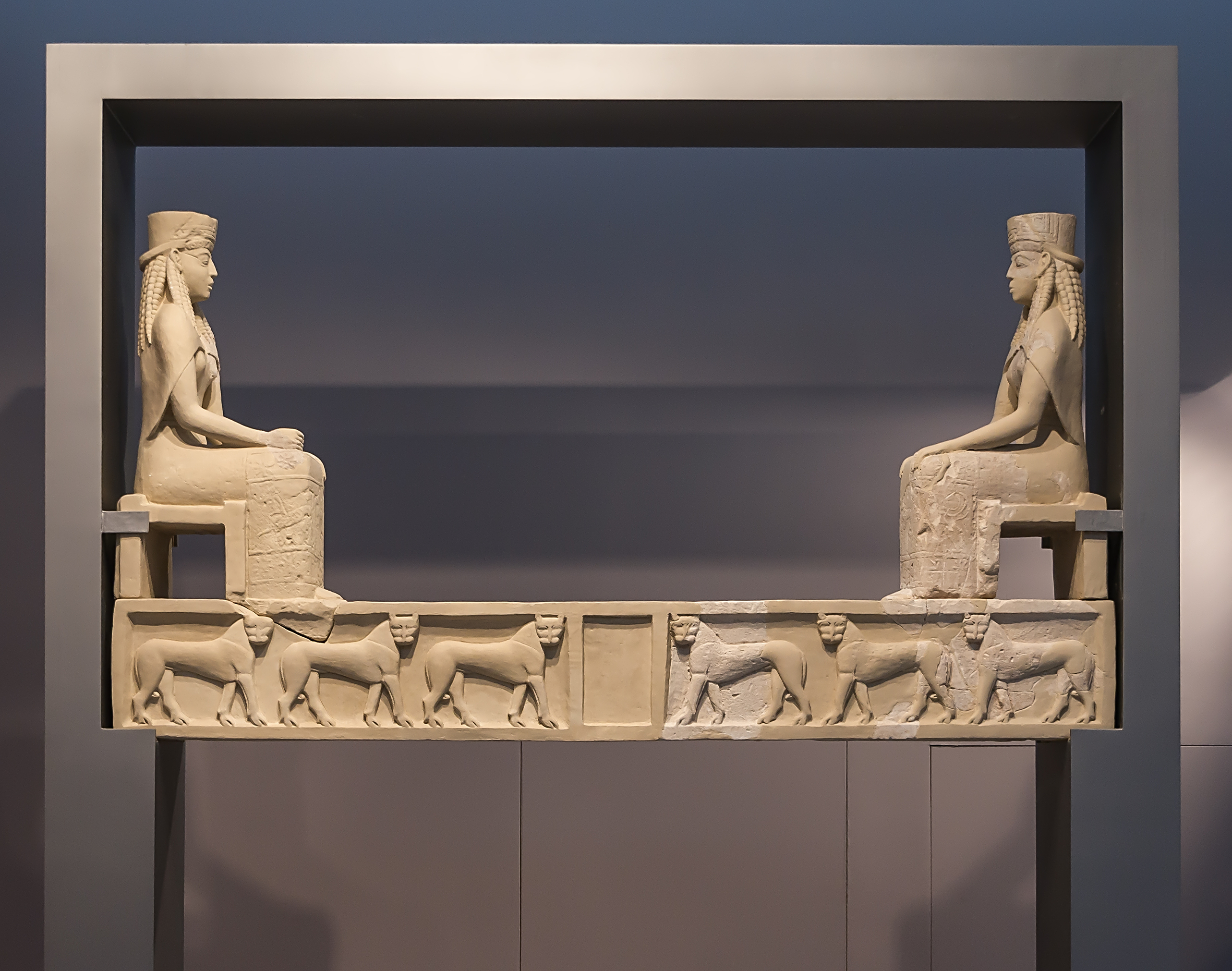
Esculturas del templo A de Prinias. Se conservan en el Museo Arqueológico de Heraclión.

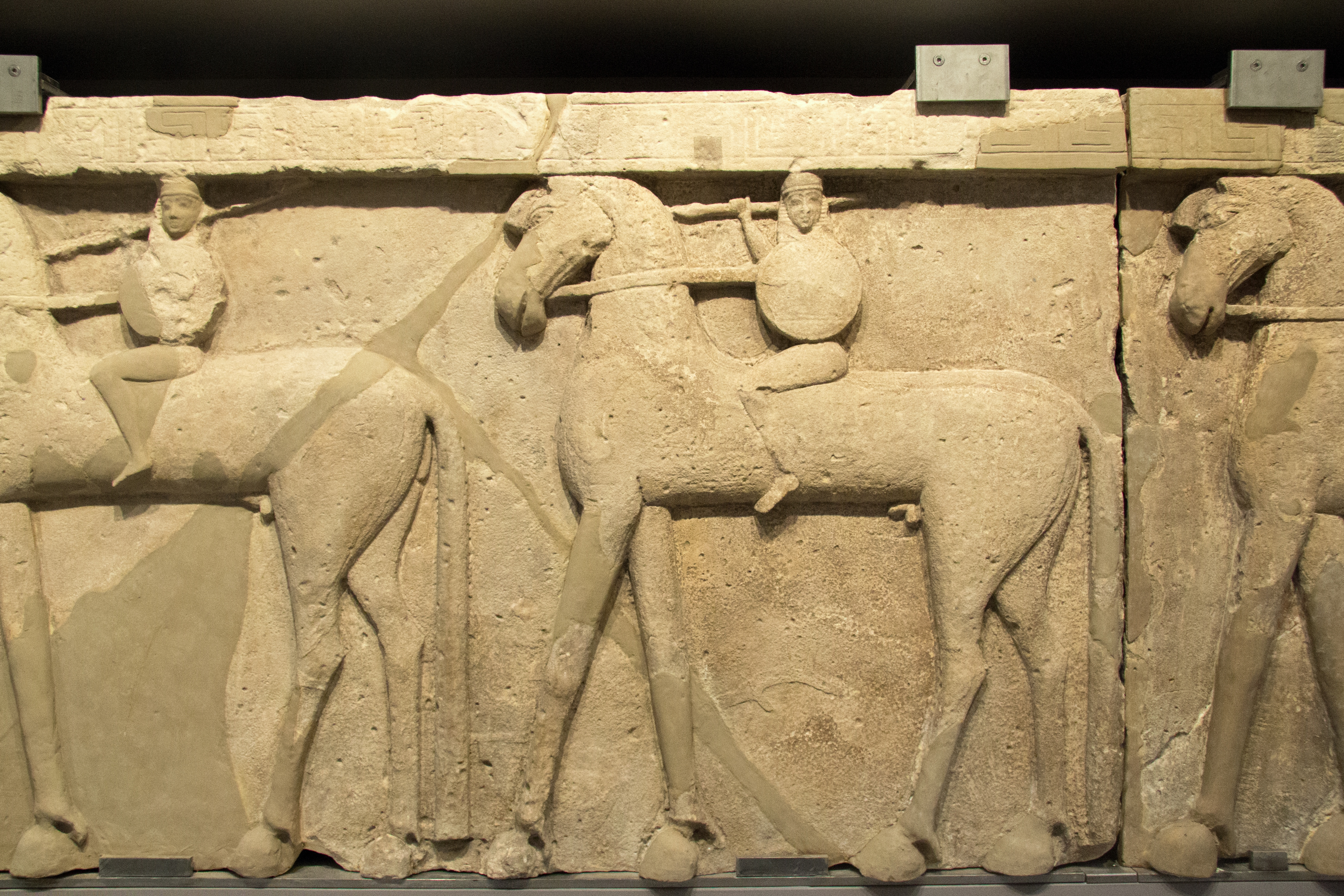
Friso con jinetes, del templo A de Prinias.

El templo A (de alrededor de 625-620 a. C.), fue encontrado e identificado en las campañas de excavación de Pernier. La estructura consta de una cella sencilla con una entrada in antis, denominándose esta forma de edificio como oikos. El techo tenía que ser sostenido por dos columnas de madera dispuestas en sentido longitudinal, cuyos fundamentos, de piedra, son aún visibles, alrededor de las cuales se realizaban diversos rituales oficiados con fuego (dada la presencia de ceniza en el interior de una especie de fogón de forma rectangular).
Su gran importancia se debe al hecho de que es uno de los más antiguos ejemplos de templo griego y es un punto de referencia único para comprender la formación de esculturas en los templos griegos. El templo estaba decorado por un friso de jinetes y dos figuras femeninas sentadas sobre un arquitrabe decorado en relieve (donde está esculpida, en una especie de nicho, una figura femenina de pie, tal vez la diosa Rea o Artemisa). Sin embargo todavía hay controversia acerca de la colocación en el edificio de esta decoración desde la primera reconstrucción propuesta por los arqueólogos italianos en 1914 que está expuesta en el Museo Arqueológico de Heraclión. Algunos autores hacen una comparación con la Dama de Auxerre, del período entre 650 y 625 a. C. que se conservan en el Museo del Louvre, en París.
En el curso de las investigaciones realizadas en los últimos años ha habido nuevos hallazgos de restos de esculturas.

### Depósito votivo
En 1899 Halbherr encontró casualmente, al noreste de los templos A y B, objetos del periodo minoico tardío III que pertenecían a un depósito votivo. Los hallazgos consistieron en fragmentos de figurillas de arcilla de una divinidad femenina (la imagen es conocida como la diosa de Gazi) con sus brazos levantados y cuatro ejemplares de tipo snake tube, típico objeto sagrado de la época.
En 1906 Luigi Pernier retomó la excavación y abrió nueve zanjas. En la octava de ellas excavó hasta una profundidad de aproximadamente medio metro y encontró un «depósito de ídolos», consistente en un grupo de estatuas y fragmentos de estatuas que se reunieron en un solo lugar. Son interesantes dos cabezas en altorrelieve con peluca egipcia de estilo dedálico.
En 1996 la misión encabezada por el profesor Giovanni Rizza exploró la zona del extremo oriental de Patela, sacando a la luz restos de edificios completamente destruidos. Entre estos destaca una gran eschara (hogar) rectangular, encajada en la roca. Otros materiales significativos destacados son una cabeza de arcilla del periodo minoico tardío III, tres fragmentos de una falda cilíndrica de la diosa Gazi, un fragmento de una pierna de un animal de fantástico y una figura de arcilla de un altar con ventana.
El profesor Darío Palermo supone que «el depósito votivo data de finales de la Edad del Bronce y que la posición del lugar de culto, elevada y panorámica, se corresponde con la tradición de los santuarios minoicos».
Se considera que la interrupción de los cultos en esta área fue ocasionada probablemente por la construcción del templo dedicado a una diosa femenina (quizás Artemisa), que habría suplantado a la primitiva divinidad minoica.

### Agios Panteleimon
En las cercanías de Patela, además de la excavación, se encuentra el pequeño templo de Agios Panteleimon (Άγιος Παντελεήμον en griego), construido sobre el pico más alto y en la meseta norte.
Cada año una multitud de fieles se reúne la tarde del 26 y la mañana del 27 de julio, durante la fiesta del santo. Se comienza con las Vísperas en la tarde del 26 y se continúa con la bendición del pan típico, sazonado con canela y clavo de olor y su posterior distribución.
Para llegar a la cima hay que cruzar -en condiciones de alto riesgo y en la oscuridad de la noche- un camino estrecho situado a lo largo de la orilla norte, hacia un precipicio.

## Otros sitios

### Necrópolis
En las inmediaciones han salido a la luz la antigua necrópolis, datada durante el mismo período de vida de la ciudad y explorada entre 1969 y 1978.
Se han identificado tres fases:
- La primera donde se practicaba la incineración dentro de pozos ovalados excavados en la roca, a finales de la época minoica tardía C.
- Una segunda etapa, en parte paralela, que se caracteriza por la inhumación en tumbas en forma de tholos y la presencia de tumbas de caballos.
- Por último, una serie de sepulturas de restos incinerados entre el periodo geométrico y el orientalizante, en recipientes de arcilla cubiertos con piedras, acompañados por una serie de numerosas estelas funerarias.[14]

### Mandra de Gipari
Justo enfrente de la colina de Rizenia se encuentra Mandra de Gipari, donde surgieron los antiguos talleres de alfareros. Este hallazgo ha revelado importantes datos técnicos sobre el funcionamiento de los hornos y, gracias al descubrimiento del "horno de residuos", ha sido posible determinar qué formas se producían en los diversos talleres y cuáles eran las áreas de destino dentro de la ciudad. Entre otras cosas, la identificación del llamado Pintor de Priniás, autor de algunas vasijas encontradas en la necrópolis, ha añadido un elemento más al oscuro periodo que hubo entre el periodo neopalacial y las primeras actividades del arte de la Antigua Grecia.